# Tillandsia roland-gosselinii
Espèce
Classification phylogénétique
Tillandsia roland-gosselinii Mez est une plante épiphyte de la famille des Bromeliaceae.
Le terme roland-gosselinii est une dédicace au botaniste Robert Roland-Gosselin (1854-1925), à qui Léon Diguet, collecteur de la plante, a envoyé celle-ci.

## Protologue et Type nomenclatural
Tillandsia roland-gosselinii Mez, in Repert. Spec. Nov. Regni Veg. 14: 249 (1916) (pro « Roland-Gosselini »)
Diagnose originale :
« Foliis dense rosulatis, utrinque aequaliter lepidibus minutis et quam maxime appressis obtectis paullo canescentibus; inflorescentia submultiflora, compacte 2-pinnatim panniculata[sic] subfusiformi; bracteis primariis quam spicae flabellatae, manifeste stipitatae, ad 6-florae, densissime pinnatim axi insertae, vix complanatae multo brevioribus; bracteolis florigeris dense imbricatis, dorso glabris laevibusque, praesertim superioribus apicem versus satis uncinatim incurvis, apice acutis, sepala longe superantibus; floribus erectis; sepalis subaequaliter liberis, apice acutis; petalis ignotis. »
Type : leg. Diguet ; « Mexico, prope Colima, alt. 400m » .

## Synonymie

### Synonymie nomenclaturale
(aucune)

### Synonymie taxonomique
- Tillandsia maritima Matuda[2]

## Écologie et habitat
- Biotype : plante herbacée, en rosette acaule monocarpique, vivace par les rejets basaux ; épiphyte[2].
- Habitat : bois côtiers[2].
- Altitude : 400 m[1],[2].

## Distribution
- Amérique centrale :
  -  Mexique[1]
    - Centre-ouest du Mexique[2].